# Kaderbach
Der Kaderbach ist ein linker Zufluss der Mosel, weitgehend auf dem Gebiet der Ortsgemeinde Klotten im Landkreis Cochem-Zell in Rheinland-Pfalz.
Der Bach hat seine Quelle nördlich des Kernortes Klotten, westlich von Illerich und östlich von Landkern. Beide Ortsgemeinden gehören der Verbandsgemeinde Kaisersesch an. Von dort fließt der Kaderbach weitgehend in südlicher Richtung und nimmt als östlichen Zufluss den Lawinenseif und als westlichen Zufluss den Klottener Bach auf. Nach der Unterquerung der Bahnlinie Moselstrecke und der B 49 mündet er in die Mosel.